# ماجر (صربستان)
ماجر (به صربی: Mađer) یک منطقهٔ مسکونی در صربستان است که در Požega واقع شده‌است. ماجر ۱۵۳ نفر جمعیت دارد.